# Bulgarograsso
Bulgarograsso là một đô thị ở tỉnh Como trong vùng Lombardia, có cự ly khoảng 35 km về phía tây bắc của Milano và khoảng 10 km về phía tây nam của Como. Tại thời điểm ngày 31 tháng 12 năm 2004, đô thị này có dân số 3.283 người và diện tích là 3,8 km².
Bulgarograsso giáp các đô thị: Appiano Gentile, Cassina Rizzardi, Guanzate, Lurate Caccivio, Villa Guardia.